# بوتش بالارد
بوتش بالارد (بالإنجليزية: Butch Ballard)‏ هو عازف جاز أمريكي، ولد في 26 ديسمبر 1918 في كامدن في الولايات المتحدة، وتوفي في 1 أكتوبر 2011 في فيلادلفيا في الولايات المتحدة.

## وصلات خارجية
- بوتش بالارد على موقع ميوزك برينز (الإنجليزية)
- بوتش بالارد على موقع أول ميوزيك (الإنجليزية)
- بوتش بالارد على موقع ديسكوغز (الإنجليزية)